# Kontrasty
Kontrasty (em português: Contrastes) é um festival internacional de música contemporânea realizado anualmente em Leópolis, na Ucrânia, desde 1995.